# Enver Osmalı
Enver Osmalı (* 7. März 1920; † vor 2013) war ein türkischer Radrennfahrer.

## Sportliche Laufbahn
Osmalı war im Straßenradsport aktiv. Er war Teilnehmer der Olympischen Sommerspiele 1948 in London. Das olympische Straßenrennen beendete er nicht. 
Die Türkei kam mit Ali Çetiner, Enver Osmalı, Orhan Suda und Talat Tunçalp nicht in die Mannschaftswertung.